# Рубин (завод, Москва)
Московский телевизионный завод «Рубин» (МТЗ «Рубин») — один из ведущих производителей телевизоров в СССР, помимо телевизоров, выпускал военную и космическую технику. В настоящий момент занимается строительным бизнесом и сдаёт в аренду коммерческую недвижимость.
Названия:
- 1932—1937 — 2-й Государственный авторемонтный завод.
- 1937—1951 — 2-й Московский авторемонтный завод.
- 1951—1952 — завод № 597 Министерства радиотехнической промышленности СССР.
- 1952—1971 — Московский телевизионный завод «Рубин».
- 1971—1992 — Московский телевизионный завод становится головным предприятием Московского производственного объединения «Рубин», образованного на его базе.
- С 1992 года — ОАО МТЗ «Рубин».

## История

### Предшественник
В 1932 году начато строительство 2-го Государственного авторемонтного завода. В 1933 году были установлены первые станки в механическом цехе, а уже в октябре отремонтирована первая партия автомашин. В июле 1937 года завод переименовали во 2-й Московский авторемонтный завод. В военные годы на заводе занимались ремонтом автомашин и другой техники для фронта.
В 1945 году заводу передана значительная часть личного состава и оборудования 3-го МАРЗ-а. В 1948 году освоено мелкосерийное изготовление автобусов и автомашин для коммунального хозяйства Москвы.

### Завод в 1950—1980-е годы
В декабре 1951 года на базе 2-го МАРЗа образован завод № 597 Министерства радиотехнической промышленности, позднее переименованный в Московский телевизионный завод (МТЗ) Министерства радиопромышленности СССР.
В октябре 1952 года начат серийный выпуск промышленной радиоаппаратуры, освоено производство первого телевизора «Север». В ноябре завершена перепланировка и реконструкция цехов для радиотехнического производства.
В 1953 году создан заводской филиал Московского радиотехнического техникума им. А. А. Расплетина (МРТТ). В 1954 году пущен в эксплуатацию первый в отечественной промышленности пооперационный регулировочный конвейер. В 1956 году начат выпуск первых телевизоров марки «Рубин».
В 1958 году организован крупносерийный выпуск моточных изделий (ТВК, ТВЗ, РРС и др.) для собственного производства и предприятий отрасли.
За участие во Всемирной выставке в Брюсселе в 1958 году завод награждён Почётным дипломом, телевизору «Рубин-102» присуждена Большая золотая медаль.
В 1965 году освоен выпуск телевизора «Рубин-106», первого представителя семейства унифицированных чёрно-белых телевизоров (УНТ-59). В 1966 году с заводского конвейера сошёл миллионный телевизор.
К 50-летию Великой Октябрьской социалистической революции завершена разработка и начат серийный выпуск первого отечественного приёмника цветного изображения «Рубин-401». В декабре на Всемирной выставке в Монреале телевизору «Рубин-401» присуждён «Гран-При». В 1968 году телевизору «Рубин-106» присвоен государственный Знак качества. Начиная с этой модели все последующие основные модели телевизионных приёмников, выпускаемые заводом, аттестовываются на государственный Знак качества или 1-ю категорию качества.
В 1971 году началось внедрение автоматизированной системы управления предприятием (АСУП). Завершена разработка первого отечественного унифицированного цветного телевизионного приёмника блочной конструкции «Рубин-707» (УЛПЦТ-59/61-II).
В том же году МТЗ «Рубин» стал головным предприятием Московского производственно-технического объединения «Рубин» (МПТО «Рубин»), образованного на его базе. В состав объединения также вошли Опытно-конструкторское бюро МТЗ, филиалы на Украине (в г. Антрацит и Городня) и Московский завод телевизионных футляров.
В 1974 году МПТО «Рубин» переименовано в Московское производственное объединение «Рубин» (МПО «Рубин»).
С 1975 года предприятие производит только цветные телевизионные приёмники. С этого года более половины выпускаемых телевизоров поставляется на экспорт.
В 1976 году МПО «Рубин» награждено орденом Трудового Красного Знамени.
В 1977 году за участие в международной выставке «Электро-77» предприятие награждено Почётным дипломом Торгово-промышленной палаты СССР. В ознаменование 60-летия Великой Октябрьской социалистической революции завершена разработка и начат серийный выпуск первого отечественного унифицированного полупроводникового интегрально-модульного телевизора «Рубин-201» (УПИМЦТ-61). В этом же году за разработку и внедрение в производство унифицированных телевизионных приёмников цветного изображения присуждена Государственная премия СССР генеральному директору А. А. Кузьмицкому, главному конструктору Б. И. Ананскому, регулировщику В. Ф. Тимофееву и заместителю главного конструктора С. Э. Кишиневскому.
В 1980 году МПО «Рубин» получило статус официального поставщика игр XXII Олимпиады в Москве (1424 телевизора «Рубин» обслуживали олимпийские объекты).

## Российский период
В 1992 году МПО «Рубин» было разделено на самостоятельные государственные предприятия, в их числе и Московский телевизионный завод «Рубин». В этом же году государственное предприятие МТЗ «Рубин» было преобразовано в Акционерное общество открытого типа «Московский телевизионный завод „Рубин“» (ОАО МТЗ «Рубин»). Общество зарегистрировано Московской регистрационной палатой 15 февраля 1993 года за № 006.949.
В 1997 году было принято решение о реструктуризации бизнеса. В 1999 году телевизионное производство было перенесено на завод «Видеофон» в Воронеже, а территория завода была сдана под торговые цели. В 2003 году полностью завершилась реструктуризация бизнеса предприятия, марку «Рубин» и завод «Видеофон» выкупила компания Rolsen Electronics. 
В настоящий момент[когда?] ОАО «МТЗ „Рубин“» занимается исключительно управлением коммерческой недвижимостью, девелопментом (владеет торговым центром «Горбушкин двор» и офисным центром «Рубин») и инвестиционной строительной деятельностью.
В холдинг ОАО МТЗ «Рубин» входят Общество с ограниченной ответственностью «Строительная Компания „РУБИН“» (ООО СК «Рубин»)‚ Закрытое акционерное общество «Экстракт-Фили» (ЗАО «Экстракт-Фили») и ООО «Инвесткомпания «Рубин».
«МТЗ „Рубин“» является спонсором партии «Единая Россия».

## Продукция

### Телевизоры
- «Север» (1952)[5]
- «Экран» (1954)
- «Алмаз» (1956), «Алмаз-201», «Алмаз-202», «Алмаз-101», «Алмаз-102» (1959)
- «Янтарь» (опытные партии)
- «Москва»
- «Топаз»
- «Рубин» (1956), «Рубин-102» (1957), «Рубин-106» (1964), «Рубин-110», «Рубин-111» (1967)
- «Рубин 201» (1958), «Рубин-202», «Рубин-203», «Рубин-203/Д» (1968), «Рубин-205/Д» (1971), «Рубин-207/Д» (1972)
- «Изумруд-201», «Изумруд-203» (1959)
- «Рубин-401» (1967), «Рубин-401-1»
- «Рубин-707» (1971), «Рубин-710», «Рубин-711», «Рубин-714», «Рубин-716», «Рубин-718»
- «Рубин Ц-201» (1977), «Рубин Ц-202», «Рубин Ц-205», «Рубин Ц-208», «Рубин Ц-210», «Рубин Ц-230»
- «Рубин Ц-381» (1985), «Рубин Ц-381Д», «Рубин Ц-266», «Рубин Ц-281Д»,"Рубин 4102", «Рубин 4325ДИ»
- «Рубин RB-19K101», «Рубин RB-23K101F», «Рубин RB-32K101U».

### Телерадиолы
- «Кристалл-101» (1958), «Кристалл-103» (1957—1958), «Кристалл-104» (1958—1959).